# Something About Airplanes
Something About Airplanes è il primo album in studio del gruppo musicale statunitense Death Cab for Cutie, pubblicato il 18 agosto 1998 dalla Barsuk Records.
Le canzoni President Of What?, Champagne From A Paper Cup, Pictures In An Exhibition, Amputations e Line Of Best Fit erano già state registrate per la compilation You Can Play These Songs with Chords. Queste tracce furono comunque registrate nuovamente per l'album.

## Tracce
1. Bend to Squares – 4:33
2. President of What? – 4:01
3. Champagne from a Paper Cup – 2:38
4. Your Bruise – 4:19
5. Pictures in an Exhibition – 3:49
6. Sleep Spent – 3:37
7. The Face That Launched 1000 Shits – 3:41
8. Amputations – 4:54
9. Fake Frowns – 4:30
10. Line of Best Fit – 7:14

## Formazione
- Benjamin Gibbard – voce, chitarra, piano
- Nathan Good – batteria
- Nicholas Harmer – basso
- Christopher Walla – chitarra, organo, pianoforte elettrico

### Collaboratori
- Erika Jacobs ha suonato e scritto la parte per violoncello in "Bend to Squares" e "The Face That Launched 1000 Shits".
- Abi Hall ha cantato in "Line of Best Fit".
- Registrato e prodotto da Christopher Walla nello studio Hall of Justice da lui fondato. Mixato da Christopher Walla e Nathan Good. Mastered by Tony Lash.